# Chad Brock
Chad Brock (ur. 31 lipca 1963 w Ocala, Floryda) – amerykański muzyk country i dziennikarz radiowy. Przez dwa lata był profesjonalnym wrestlerem federacji WCW (z powodu kontuzji zakończył karierę zapaśniczą).
W 1998 podpisał kontrakt z Warner Bros. Records, nagrywając w ciągu czterech lat trzy albumy. W 2002 przeniósł się do wytwórni Broken Bow Records gdzie wydał jeden singel. W 2004 wyjechał z Nashville do Tampa i rozpoczął pracę w rozgłośni radiowej WQYK-FM. W 2007 sfinalizował umowę z Rocky Comfort Records.

## Albumy
- Chad Brock (1999)
- Yes! (2000)
- III (2001)

## Single
| Year | Title                                                                                     | Chart Positions | Chart Positions | Album      |
| Year | Title                                                                                     | US Hot 100      | US Country      | Album      |
| ---- | ----------------------------------------------------------------------------------------- | --------------- | --------------- | ---------- |
| 1998 | "Evangeline"                                                                              |                 | 51              | Chad Brock |
| 1999 | "Ordinary Life"                                                                           | 39              | 3               | Chad Brock |
| 1999 | "Lightning Does The Work"                                                                 | 86              | 19              | Chad Brock |
| 1999 | "A Country Boy Can Survive (Y2K version)" (wraz z Hankiem Williamsem i George’em Jonesem) | 75              | 30              | Yes!       |
| 2000 | "Yes!"                                                                                    | 22              | 1               | Yes!       |
| 2000 | "The Visit"                                                                               |                 | 21              | Yes!       |
| 2001 | "Tell Me How"                                                                             |                 | 47              | III        |
| 2004 | "That Changed Me"                                                                         |                 | 53              |            |